# طوطی بال‌آبی
طوطی بال‌آبی (نام علمی: Neophema chrysostoma) گونه ای طوطی است که در سرده طوطی‌های علفزار قرار دارد. این پرنده در سال ۱۸۲۰ توصیف علمی شد. طول این پرنده ۲۰ سانتی متر است و در جزیره تاسمانی و جنوب شرقی استرالیا زندگی می‌کند.